# روري أتكينز
روري أتكينز (بالإنجليزية: Rory Atkins)‏ هو لاعب كرة قدم أسترالية أسترالي، ولد في 12 يوليو 1994.

## وصلات خارجية
- روري أتكينز على موقع AustralianFootball.com (الإنجليزية)
- روري أتكينز على موقع AFLtables.com (الإنجليزية)